# 台中客運
台中汽車客運股份有限公司，簡稱台中客運、中客，是一家臺灣汽車客運業者，主要行駛臺中市公車，並有六條國道或公路客運路線從臺中市通往新竹、四湖、北港、竹山、埔里及溪頭、杉林溪等地。

## 歷史
1958年2月18日受臺中市政府委託經營客運業務而設立「臺中市公共汽車股份有限公司」，董事長為岸裡社「番仔駙馬」張達京家族成員、時任臺中市議會議長張啟仲，1974年8月配合政府觀光政策設立遊覽車事業，隔年配合長途旅運需求開始經營長途公路客運，1980年因配合大臺中都會區發展，更名為現今名稱「臺中客運股份有限公司」。

## 關係企業
臺北首都客運集團
- 首都客運
- 臺北客運
- 大都會客運
- 三重客運

其他
- 統聯客運(首都集團為第二大股東)

## 圖片集

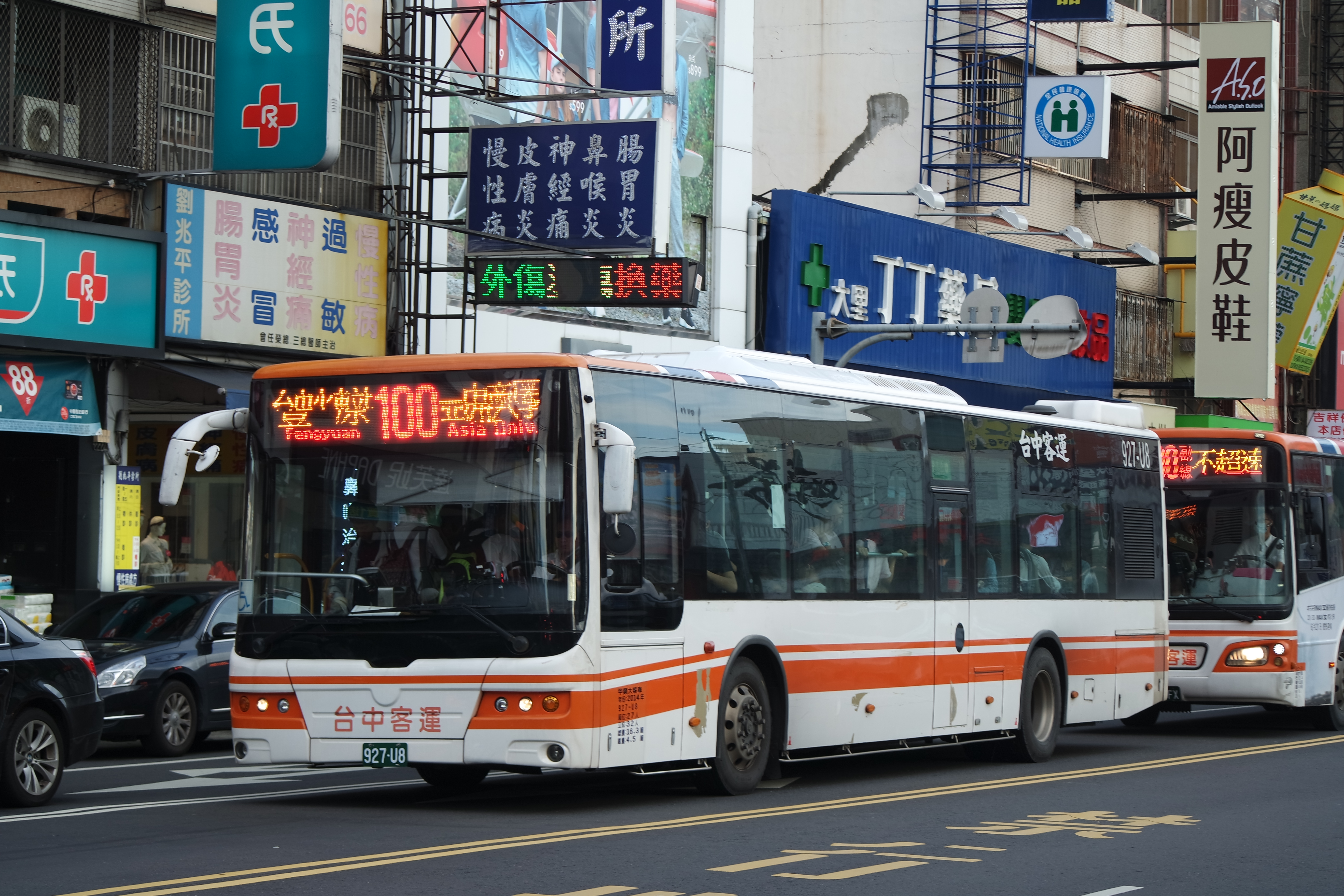
台中客運GOLDEN DRAGON金旅三門低地板公車
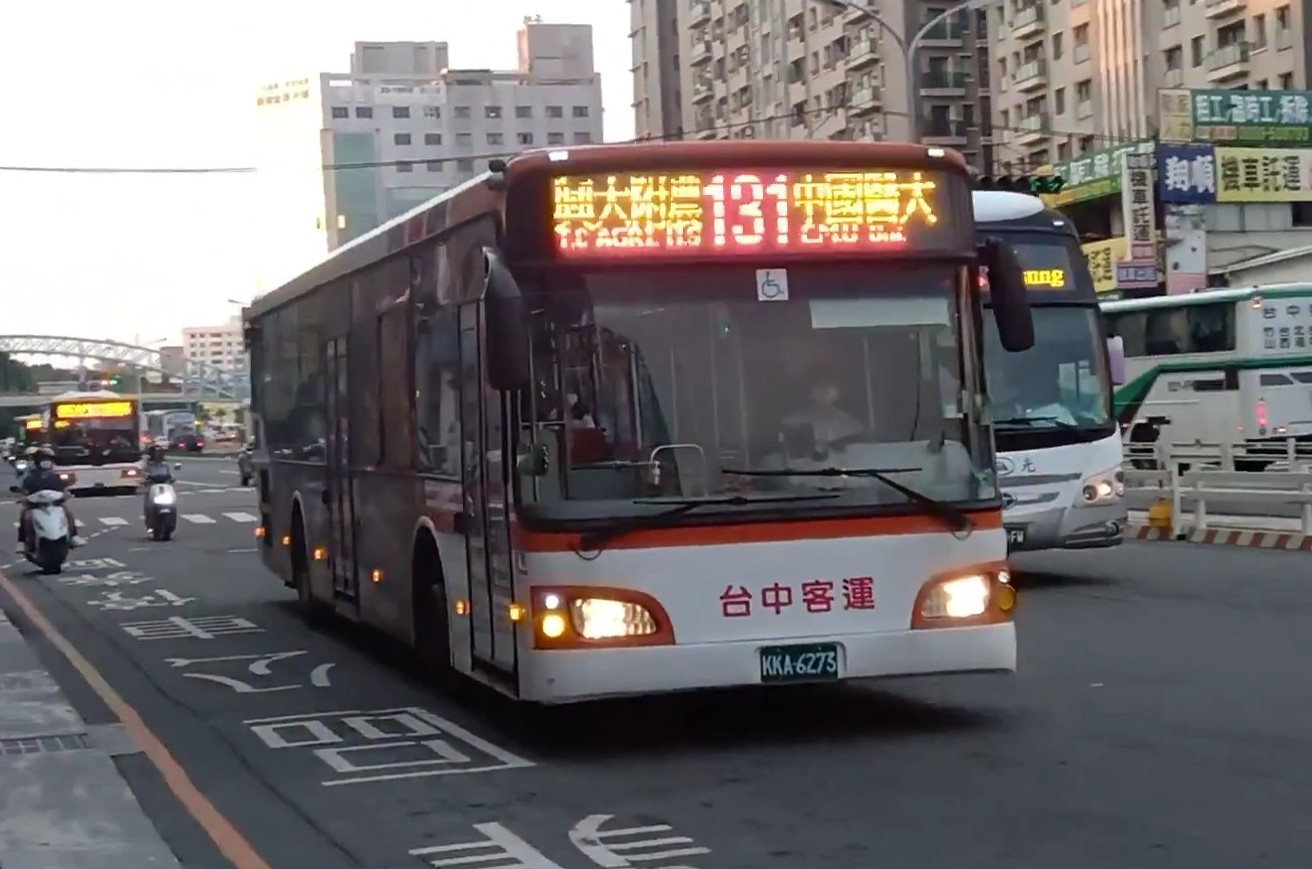
中客台中市公車131路
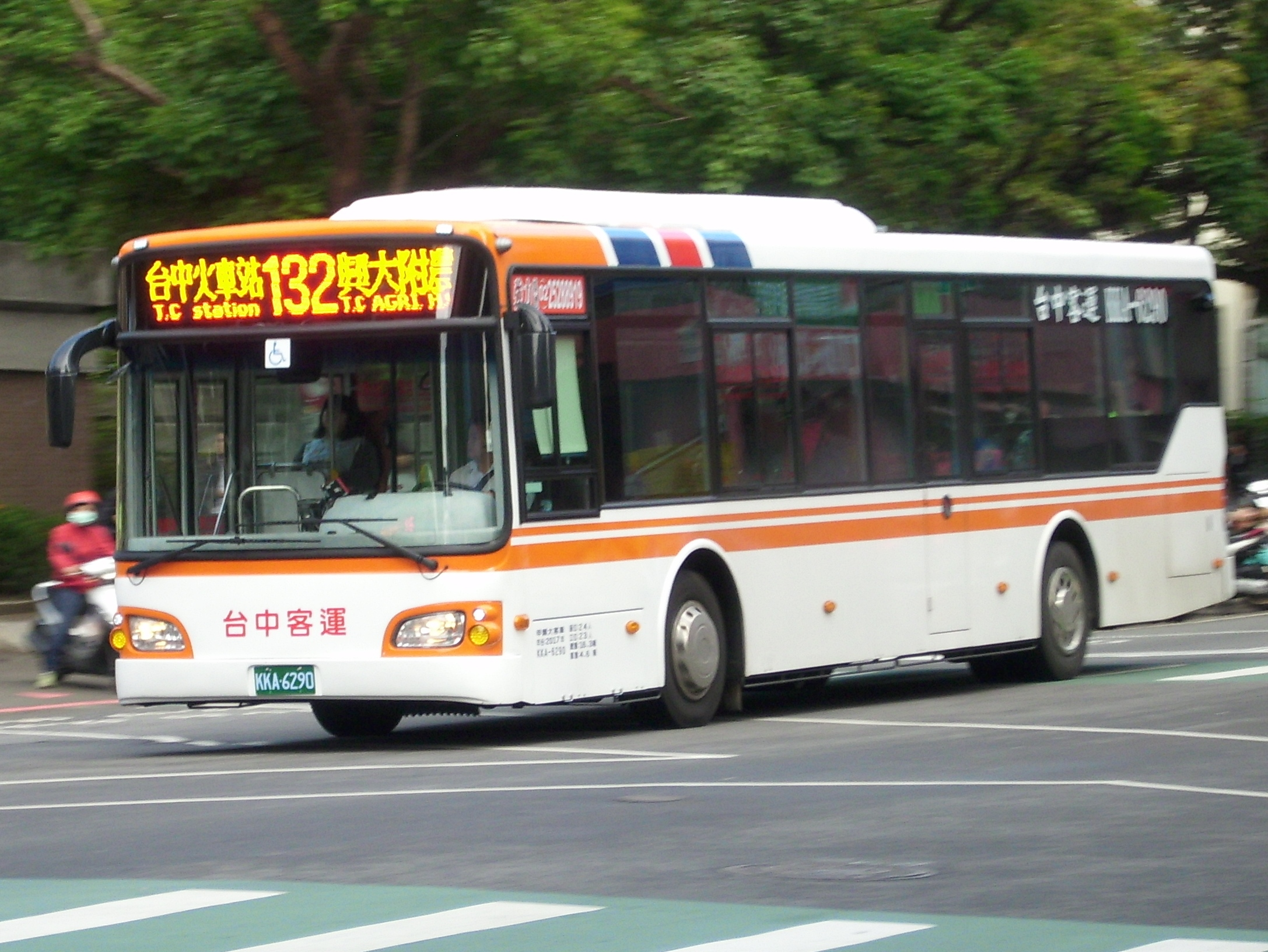
中客台中市公車132路
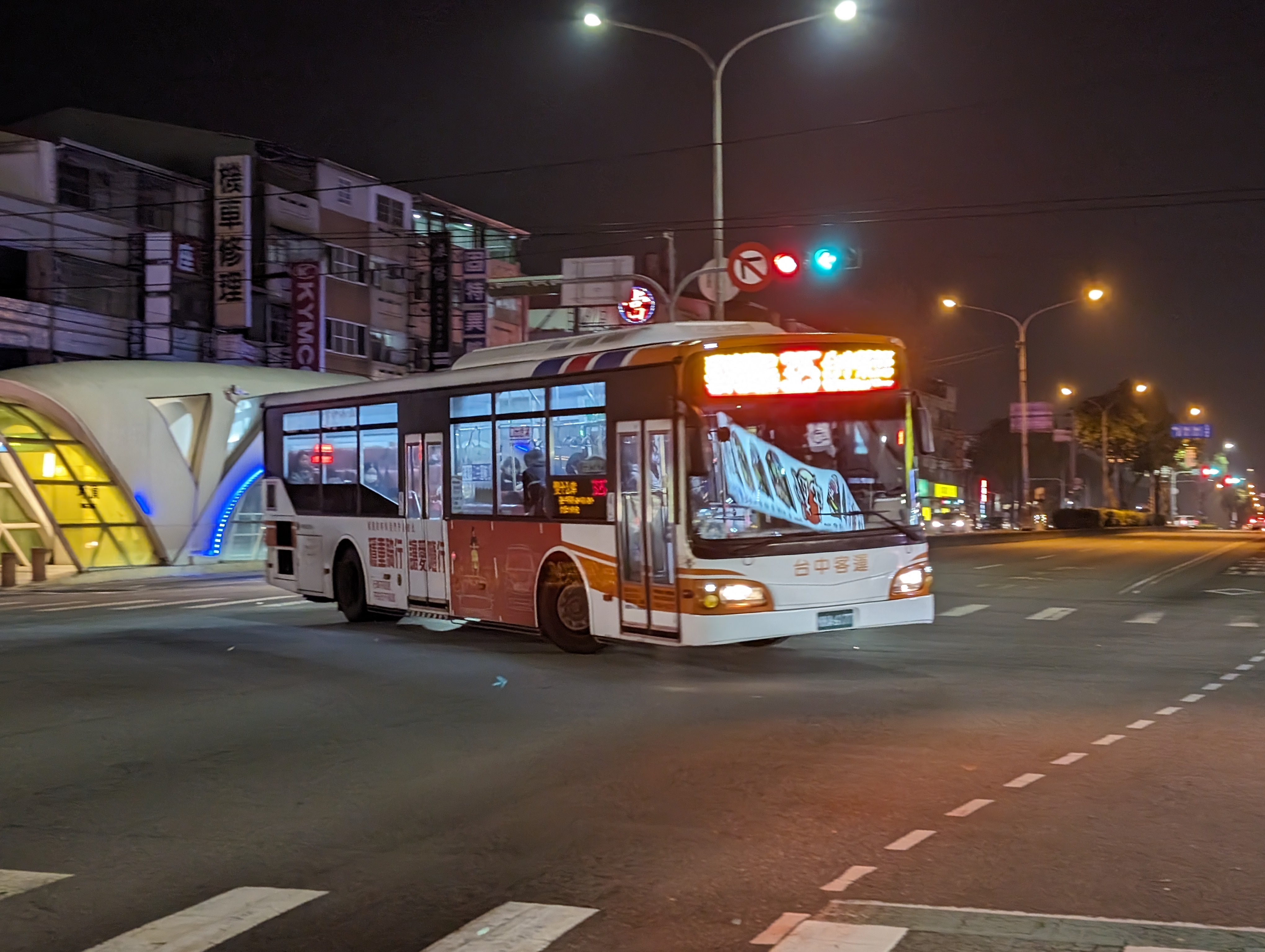
中客台中市公車325路

## 外部連結
- 台中客運（页面存档备份，存于）（繁體中文）
- 臺中市政府交通局 臺中市公車動態系統Archive.today的存檔，存档日期2012-12-22
- .   [2015-03-22]. （原始内容存档于2015-02-27）.